# Kašt
Kašt ist ein kleines Dorf im Norden von Kroatien, das in unmittelbarer Nachbarschaft zu Slowenien liegt. Es besteht aus ursprünglich drei Siedlungen: Krajačići, Brdari und Obradovići. Die Einwohnerzahl liegt (2008) bei ungefähr 50 Personen (überwiegend Winzer und Kleinbauern) und Kašt besitzt neben einer Kirche auch eine Post und eine ehemalige Schule, ein Feuerwehrhaus und ein Pfarrhaus. Auch in Kašt herrscht wie in vielen anderen Dörfern Landflucht. Die ursprüngliche Religion des Dorfes ist griechisch-katholisch.
Das sonnige Klima und die leicht hügelige Landschaft bilden eine gute Voraussetzung für das Gedeihen unterschiedlichster Weine (so zum Beispiel Muskateller).

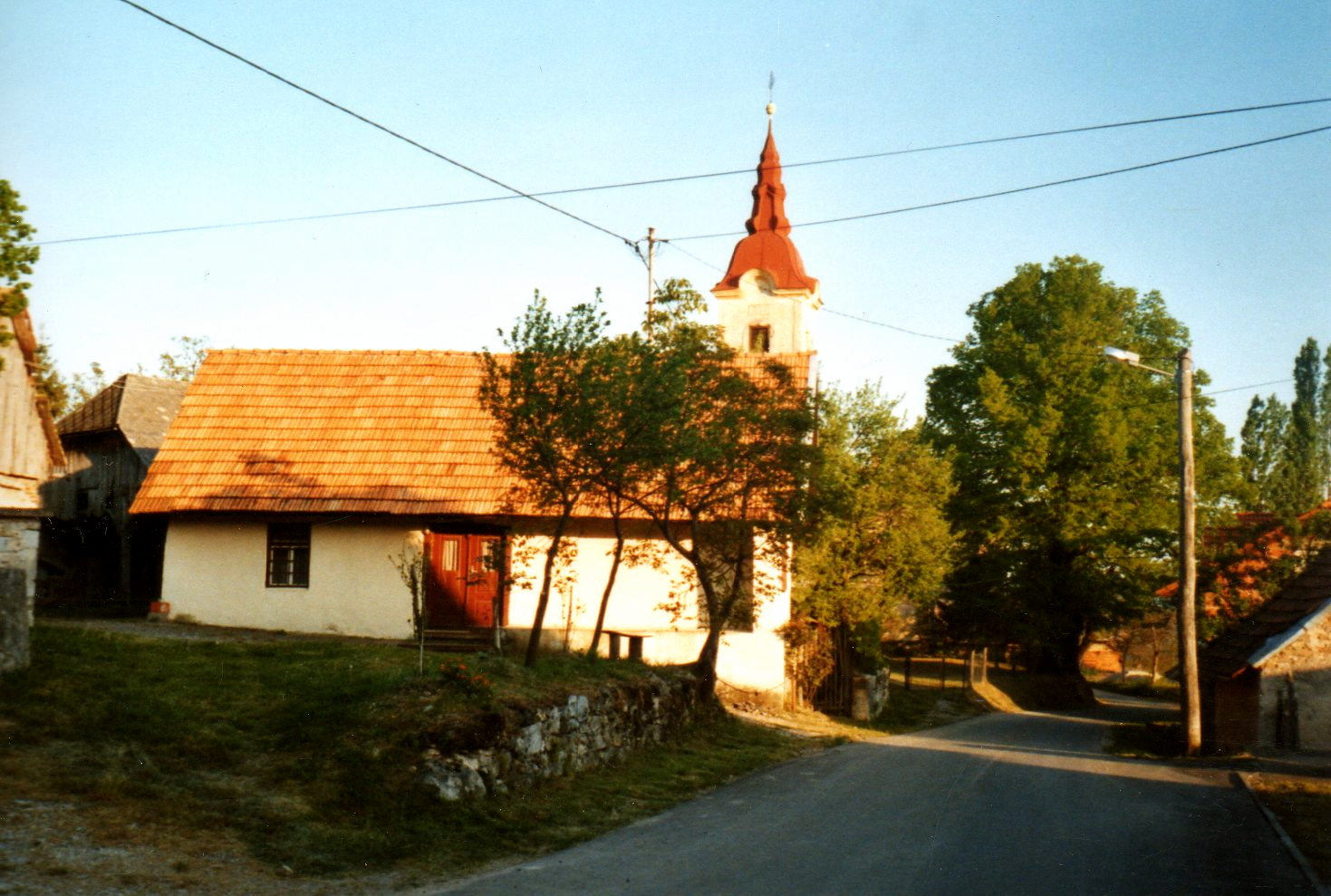
Kirchturmspitze von Kašt
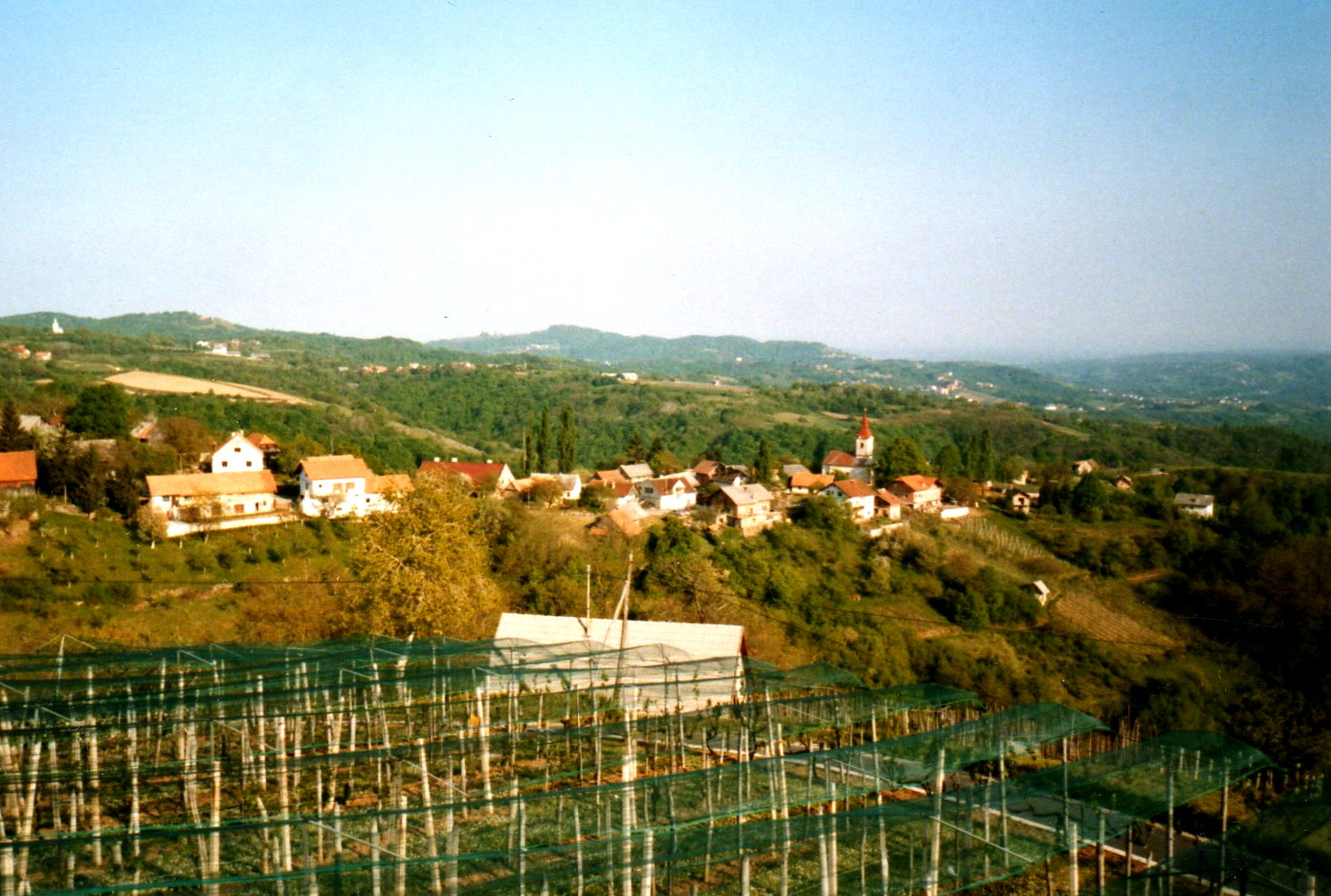
Blick auf Kašt vom Nachbarhügel
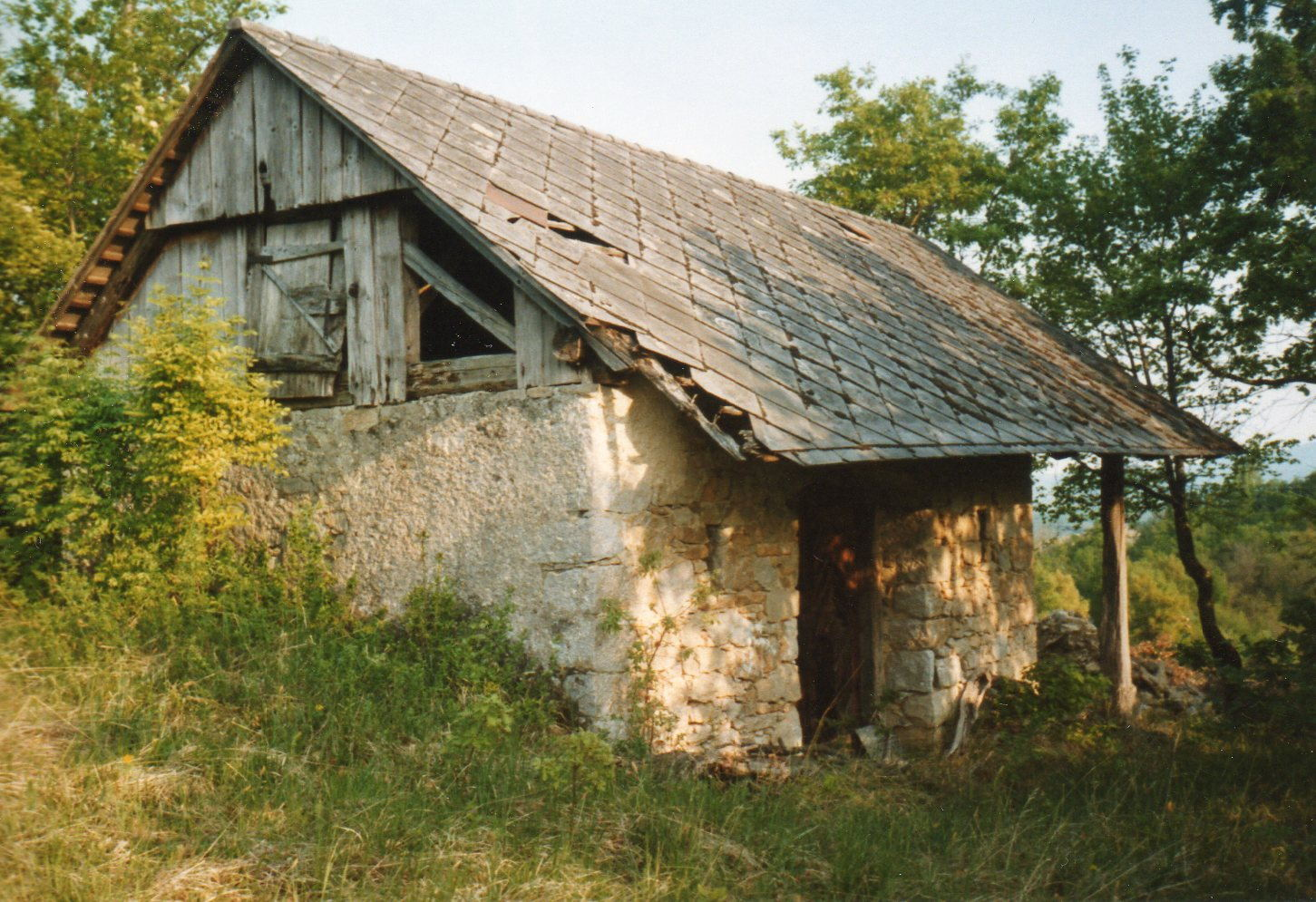
Weinkeller bei Kašt
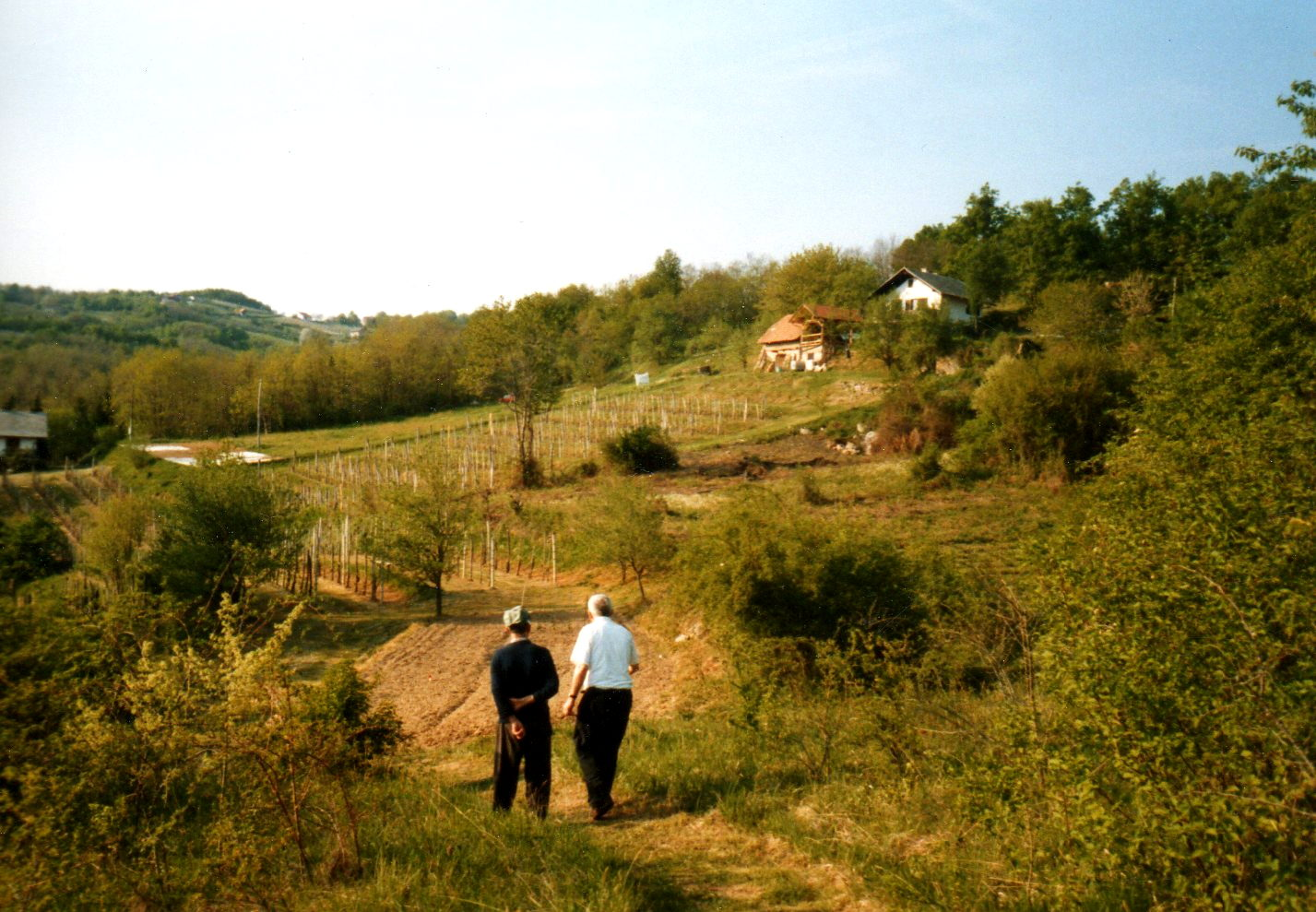
2 Winzer aus Krajačići

## Trivia
- Der Nachname Krajačić wird von dem Namen der Siedlung Krajačići abgeleitet.